# Eudiocrinus
Famille
Genre
Eudiocrinus est un genre de crinoïdes de l'ordre  des Comatulida, le seul de la famille des Eudiocrinidae.

## Liste des espèces
Selon World Register of Marine Species (17 juin 2014) :
- genre Eudiocrinus Carpenter, 1882
  - Eudiocrinus eoa AH Clark, 1941
  - Eudiocrinus gracilis AH Clark, 1912
  - Eudiocrinus indivisus (Semper, 1868)
  - Eudiocrinus junceus AH Clark, 1912
  - Eudiocrinus loveni Gislén, 1922
  - Eudiocrinus ornatus AH Clark, 1909
  - Eudiocrinus philenor AH Clark, 1932
  - Eudiocrinus pinnatus AH Clark, 1912
  - Eudiocrinus pulchellus Gislén, 1922
  - Eudiocrinus serripinna AH Clark, 1908
  - Eudiocrinus tenuissimus Gislén, 1940
  - Eudiocrinus variegatus AH Clark, 1908
  - Eudiocrinus venustulus AH Clark, 1912